# ミーガン法
ミーガン法（ミーガンほう、英：Megan's Law）は、本来1994年にアメリカのニュージャージー州で成立した性犯罪者情報公開法の俗称である。被害者女児の名を由来としている。その後他州や連邦レベルでも類似の法律が制定されるようになり、現在ではこれらを含めアメリカの性犯罪者情報公開法を一般的にミーガン法と呼ぶことが多い。メーガン法とも表記される。一般に性犯罪者とよばれる人々をさまざまなメディア、場合によってはインターネット上に公開して身元を特定することを司法権力に要求するものである。

## 概要
性犯罪で有罪になった者が刑期を終えた後もその情報を登録し、一般に公開する制度を規定している。
内容は各州によって差があるが、出所（仮釈放）時や転入・転出に際して、住居周辺の住民への告知が行われる。住居に性犯罪歴があることを示すしるしを掲げるよう求めている州や、累犯者に対してホルモン療法を強制する州もある。
犯罪者の社会復帰を妨げているとの批判もあるが、ミーガン法の存在によって再犯が促されるというような事実はない。その一方でミーガン法が性犯罪の抑止や再犯防止に役立っているという事実もない。憎悪から住民が出所者に危害を加えうるのではないかという指摘があり、実際に性犯罪の前科を持つ者が暴行を受けたりしている被害については、世論として自己責任の範囲内であり犯罪抑止力であるととらえられている。
2016年にアメリカで、未成年者に対して性犯罪を犯した者のパスポートへ、固有の識別子を付与することを義務づける国際ミーガン法が制定された。

## 目的
この法の特徴とは、釈放された性犯罪者たちのあらゆる住所を地方の警察組織に知らせることである。この要求は犯罪者たちに一生にわたって課されることもあれば、最低10年ほどの期間であることもあり、州や罪の重さによって異なる。
このような法律を持ついくつかの州においては、被害者が子供であろうとなかろうとあらゆる性的暴行の加害者が住所を申告しなくてはならない。またいくつかの州では特定のタイプの性的暴行に限られる。カンザス州では法的要求を同性愛あるいは同意に基づく同性愛に拡大し、2003年6月にそのような法律は違憲であるという判決が連邦最高裁によって下された。

## 歴史
1994年、ニュージャージー州で、ミーガン・カンカという少女が暴行ののち殺害され、加害者のジェシー・ティメンデュカスが過去にも性犯罪を犯していたことが判明した。これをきっかけに世論が高まり、性犯罪者の再犯率の高さを根拠とし制定に至った。ティメンデュカスは無罪を主張するも証拠により有罪となっている。

「ミーガン法のせいで加害者は家族・地域から孤立させられる。犯罪でも犯さなければ生きていけないであろう」などとの指摘もあるが、そもそも犯罪自体が社会的に認められない行為であり、孤独と性犯罪についての因果関係は存在しない。また法成立以前に起こった犯罪については情報公開制度は適用されていない。法的には全ては加害者個人の責任とされる。
ミーガン・カンカ基金は「すべての両親が、性的に危険な者が近隣に引っ越してきたのかどうかを知る権利がある」と主張している。
このことについて「加害者は札付きの要注意人物であり被害者家族も知っていたはずだ」とする指摘もあるが、加害者の否認と矛盾し、またその根拠が確認されていない。

## 好意的な意見
ミーガン法の基本的な意図とは、その支持者によれば、親たちに近隣に性犯罪者がいることを知らせることで子供たちを守れるようにすることである。カンカ一家は、ミーガン・カンカを殺害したジェス・ティメンデュカスの背景については何も知らなかったと主張する。母親のモーリーン・カンカは、もしも彼女がティメンデュカスの前科について知っていたならば、ミーガンに彼に近づかないよう警告していたのに、と主張する。
ミーガン法の支持者たちは、性犯罪者たちに「治癒」する見込みがないという理由で、この法がきわめて重要なのだと主張する。そして彼らは、性犯罪者たちの極端に高い再犯率を主張している。
加えて、ミーガン法の支持者たちは有罪になった犯罪者たちについての情報がこれまでつねに公衆に明らかになってきていたことを正しく指摘している。ミーガン法とは、たんに両親や心配する人たちが苦労して調べることなくそれらの情報にアクセスするのを簡単にしているのだ、と支持者は言う。

## 批判
ミーガン法が性的犯罪全般で有罪になった者の所在地公開を義務付けているので性的暴行に加え破廉恥罪や未成年者の同意に基づく淫行行為で有罪になった者もその情報が公開されている。どちらにも法的には認められない行為であるが後者の犯罪での前科のあるものが個人情報を公開されることで社会復帰の妨げになるだけでなく、犯罪の再発防止に一切貢献していないとの批判が存在する。
ミーガン法の支持者は「性犯罪の再犯率が高い」と主張するが、その後の研究で性犯罪の再犯率は低いという統計が出ている（Langan & Levin (2002)等）。ちなみに日本においても性犯罪の再犯率は低い（性犯罪#再犯について）。
ミーガン法には「二重の危険」の観点から処罰的で公開侮辱に近いとする批判がある。ミーガン法は処罰を伴うものなので、二度処罰を受けるのは違憲ではないかというものである。しかし性犯罪者が軽蔑を受けないことは一般的に考えられず、ミーガン法による処罰規定はそもそもの刑事処罰に対するものとは別との指摘もある。
性犯罪においては被害者の顔見知り（親族・知人）における発生率が高い。そのため、ミーガン法により公開されている情報に過度に注目が集まることによって、別の性犯罪への注意が逸らされてしまいがちになったり、犯人の情報から本来守るべき被害者のプライバシーまでも連鎖的に暴かれてしまうとの意見がある。
映画「消えた天使」は、ネット上に公開された性犯罪者の情報によって性犯罪者同士のネットワークが構築されて新たな犯罪を犯す内容であり、現実世界に同様の事例の発生が危惧されている。
1996年には連邦法でも規定された。

## 他国での法律
性犯罪者の情報公開は先進国においてはアメリカ合衆国、イギリス、韓国だけである。
韓国では、青少年保護委員会が2001年7月より青少年に対する性犯罪者名簿を公開していた。2008年に「青少年の性保護に関する法律」を改正施行し、同年7月より性犯罪者の個人情報を公開している。但し、未成年の保護者、教育機関などの代表に限り、所管の警察署において性犯罪者の写真と身元情報を閲覧し、資料の持ち出しはできない。性犯罪者の個人情報流出があれば初めに疑われる。このため、効力が疑問視されている。 また、13歳未満の児童に性犯罪を犯した者に対し、電子足輪（GPSアンクレット）を最長で10年間装着する事を義務づける法案が成立、2008年9月より施行している。
日本においては、同趣旨の法律制定を主張している国会議員は確認されていない。同趣旨の法律制定を主張している超党派議員連盟は存在しない。国会議員がいる政党として、同趣旨の法律制定を、党の政策として主張している政党は存在しない。